# 木小雅
木小雅（1994年1月25日—），中国内地民谣女歌手、作词人、作曲人、独立创作人，毕业于南京林业大学。

## 早年经历
大二时在校在校创立了南京首个高校尤克里里社团。曾自学意大利语并准确去意大利留学，但最终留在南京。

## 演艺经历
2016年5月12日，以《我亲爱的自虐狂》单曲出道。随即又推出个人原创单曲《把这青春唱完》。2018年5月30日，发行单曲《可能否》，在网络上引起强烈反响。6月30日，推出民谣歌曲以南京为主题的《城南谣》。12月10日，为人民日报“时光博物馆”活动演唱的主题曲《时光是座博物馆》正式发行。同年，她入选网易云音乐“石头计划”的独立音乐人扶持计划。2020年5月31日，发行歌曲《愿》 。2021年1月，发行个人首张专辑《木公子》。2月3日，发行歌曲《暖春之盼》。

## 音乐评价
许多评论评价她的歌词富有诗意、旋律拨人心弦、嗓音温柔清澈。